# 中村利江
中村利江（なかむら りえ、1964年12月16日 - ）は、日本の実業家。日本最大級の宅配ポータルサイト出前館の代表取締役を18年間に亘って務めた。2010年より大阪大学非常勤講師を務める。2021年より富山県成長戦略会議、戦略委員に就任（現任）。2022年より エムスリー株式会社 取締役（現任）。2024年より 関西大学ビジネスデータサイエンス学部 客員教授(現在)

## 経歴

### 出生・大学時代
富山県高岡市出身。関西大学文学部卒業。大学在学中、学生起業家として女子大生を組織しモーニングコール事業を立ち上げる。その活動は当時の朝日新聞「天声人語」で紹介された。

### 会社員時代
在学中からアルバイトとしてほぼ毎日働いていたリクルートに、大学卒業後に入社。月刊ハウジング事業部に配属され、入社1年目でトップセールスとなり、MVP賞を受賞。
その後、インテリアコーディネーターを経て、1998年ハークスレイ（ほっかほっか亭本部）入社。「（会社の）制服を着たくない」という理由から管理職を目指す。販促費のコストダウンを実行し、入社6カ月後にマーケティング部門の管理職に。ケータリング事業の立ち上げなどを行う。

### 実業家
2001年、プランニングやコンサルティングを行う有限会社キトプランニングを設立。また同年、ハークスレイ時代から取引のあった夢の街創造委員会マーケティング担当役員に。2002年夢の街創造委員会代表取締役社長就任。組織やサービスの仕組みの改善を行い、2005年に同社は黒字化。2006年8月に同社は大阪証券取引所に上場。（証券コード:2484)
2009年より、カルチュア・コンビニエンス・クラブの最高人材責任者（CHRO）として、同社のボードメンバーとなり、2012年4月取締役執行役員就任。
2012年9月、夢の街創造委員会（現・出前館）代表取締役会長を経て、同年11月、代表取締役社長に復帰し再び同社の成長に尽力する。2020年6月、代表取締役会長に就任。
代表復帰後は、NTTドコモ、Amazon.co.jp、LINE、朝日新聞社等、様々なアライアンスを実現、又、薩摩恵比寿堂など複数の企業のM&Aを行うなどして、出前館を時価総額2500億円を超える企業に育てた。
出前館での「飲食のDX化」の経験を活かし、2022年4月より、エムスリーグループのエムスリーソリューションズ株式会社の代表に就任し、「医療のDX化」に取り組み始める。
2022年より エムスリー株式会社の取締役に就任。
2024年より 関西大学で新設されたビジネスデータサイエンス学部の客員教授となる。
好きな言葉は「艱難汝を玉にす」。

## 略歴
- 1988年（昭和63年）3月 - 関西大学文学部卒業。[1]
- 1988年（昭和63年）4月 - 株式会社リクルート入社。
- 1991年（平成3年） - 育児と同時にインテリア関係の仕事を開始。
- 1998年（平成10年）4月 - ハークスレイ入社（ほっかほっか亭本部）。
- 2001年（平成13年）7月 - プランニング会社の有限会社キトプランニング設立。代表取締役就任。
- 2001年（平成13年）7月 - 夢の街創造委員会株式会社取締役就任。
- 2002年（平成14年）7月 - 夢の街創造委員会株式会社代表取締役社長就任。
- 2006年（平成18年）6月 - 夢の街創造委員会株式会社が大証ヘラクレス上場。[2]
- 2006年（平成18年）12月 - 日経ウーマン選定 ウーマン・オブ・ザ・イヤー受賞。
- 2008年（平成20年） - NHK経済羅針盤出演。
- 2008年（平成20年） - 第1回デリバリー産業展特別協力、講演。
- 2009年（平成21年）10月9日 - 夢の街創造委員会株式会社の代表取締役社長から代表取締役会長に異動。[3]
- 2009年（平成21年）12月 - カルチュア・コンビニエンス・クラブ株式会社最高人材責任者に就任。[4]
- 2010年（平成22年）6月 - カルチュア・コンビニエンス・クラブ株式会社取締役/ネット事業本部長に就任。[5]
- 2010年（平成22年） - 大阪大学非常勤講師。
- 2011年（平成23年） - カルチュア・コンビニエンス・クラブ株式会社　取締役/新規事業本部　本部長　兼　マーケティング基盤本部　本部長に就任。[6]
- 2011年（平成23年）3月 - 株式会社オプト取締役就任。[7]
- 2011年（平成23年）6月 - 株式会社アイ・エム・ジェイ取締役。[8]
- 2011年11月25日 - 夢の街創造委員会株式会社の代表取締役会長から代表権のない取締役会長に異動。[9]
- 2012年（平成24年）4月 - カルチュア・コンビニエンス・クラブ株式会社取締役執行役員就任。[10]
- 2012年（平成24年）8月10日 - 夢の街創造委員会株式会社（現・株式会社出前館）の代表権のない取締役会長から代表取締役会長に異動。[11]
- 2012年（平成24年）11月27日 - 夢の街創造委員会株式会社の代表取締役会長を退任予定だったが[12]、代表取締役社長に就任[13]。
- 2015年（平成27年）6月 - NHKBS1エキサイト・アジア〜奮闘する日本人たち〜にて、夢の街創造委員会のインドネシアでの事業展開について密着取材を受ける。7月 - テレビ東京「ニュースモーニングサテライト」の「リーダーの栞」にて、代表取締役社長の中村利江が取材を受ける
- 2020年（令和2年）3月 - 公益財団法人JEO・子供に均等な機会を 副理事長。(退任済）[14]
- 2020年（令和2年）4月 ‐ テレビ東京「カンブリア宮殿」にて、代表取締役社長の中村利江と出前館事業への密着取材が放送される[15]
- 2020年（令和2年）6月12日 ‐ 株式会社出前館の代表取締役社長から代表取締役会長に異動。[16]
- 2020年（令和2年）7月 - FM大阪「WELFARE group presents それU.K.!! ミライbridge」2週に渡って出演[17]。ターニングポイントになった曲として安室奈美恵「Finally」をリクエスト。
- 2020年（令和2年）8月 - 毎日放送（MBS)「ザ・リーダー」にて、密着取材が放送される。
- 2020年（令和2年）8月 - NEWSPICKS「シゴテツ」で特集される。[18]
- 2020年（令和2年）11月 - ＥOＹアントレプレナー・オブ・ザ・イヤー　2020年 JAPANでアントレプレナーに。[19]
- 2020年（令和2年）11月26日 - 株式会社出前館の代表取締役会長を退任し、エグゼグティブ・アドバイザー就任[20]
- 2021年（令和3年）1月 - 株式会社YOLO JAPAN　社外取締役就任[21]
- 2021年（令和3年）2月 - 富山県成長戦略会議　戦略委員に就任[22]
- 2021年（令和3年）4月 - 株式会社日本М＆Aセンター 専務執行役員 CCO(チーフ・クリエイティブ・オフィサー)に就任。[23]
- 2021年（令和3年）8月 - レオス・キャピタルワークス (現：SBIレオスひふみ)株式会社 社外取締役に就任[24]
- 2022年（令和4年）3月 - エムスリー株式会社 業務執行役員に就任[25]
- 2022年（令和4年）4月 - エムスリーソリューションズ株式会社　代表取締役社長に就任
- 2022年（令和4年）6月 - エムスリー株式会社 取締役に就任[26]
- 2025年（令和7年）4月 - 関西大学ビジネスデータサイエンス学部客員教授に就任[27]

## 出前館での活動
- 2002年（平成14年）7月 - 夢の街創造委員会株式会社（現・出前館）を創業者の花蜜伸行から経営を任され、代表取締役社長に就任。

プランニング会社で独立した当時から、外部コンサルタントとして同社に関わっていた。当初、「出前館」は加盟店舗へメールで出前注文が流れるようになっていた。しかし、昔ながらの中華店や蕎麦店などはネット環境の整っていない店舗が多かった。そこで、出前注文をFAXと電話を利用して店舗に伝えるという、現在の「出前館」発注システムを創りあげた。

- 2006年（平成18年）6月 - 大証ヘラクレス（現：JASDAQ）に上場。
- 2009年（平成21年）5月 - 任天堂のゲーム機Wiiにて「出前チャンネル」サービス開始（2017年（平成29年）2月終了）[28]
- 2014年（平成26年）4月 - NTTドコモが提供するサービス「dデリバリー」のサービス運用契約と支援業務受託契約を締結。[29]
- 2015年（平成27年）5月 - Amazon.co.jpが提供するサービス「Amazon Pay」(旧Amazonログイン&ペイメント)を導入。[30]
- 2016年（平成28年）12月 - 朝日新聞社と資本業務提携。[31]
- 2017年（平成29年）配達代行のサービス「シェアリングデリバリー」を立ち上げる。
- 2020年（令和2年）3月 - LINEグループから300億円の出資を受け、資本業務提携を強化し、ネイバーの子会社となった。[32]
- 2020年（令和2年）11月26日 - 株式会社出前館の代表取締役会長を退任。[20]

## 執筆活動
- 日経ビジネス『直言極言』（2010年6月21日号）掲載[33]

## 講義活動
- 大阪大学非常勤講師

## テレビ番組
- 日経スペシャル カンブリア宮殿 コロナショックに負けない！ 外食不況を救う「出前改革」（2020年4月30日、テレビ東京）- 出前館社長 中村利江出演[34]。

## インタビュー・出演等
- 2010/01/12 ドリームゲート掲載/起業家インタビュー第100回　夢の街創造委員会株式会社　中村利江
- 2020/08/30 MBSテレビ出演 /MBS NEWS 「ザ・リーダー」出前館　中村 利江 会長　2020年8月30日(日)放送
- 2020/09/23 MBS掲載 / 3分で読める! ザ・リーダーたちの泣き笑い ＬＩＮＥから３００億円の出資　コロナ禍で急成長「出前館」の次の一手は？
- 2020/10/13 週刊女性PRIME 掲載 / 『出前館』を年商60億円に成長させた女性会長、ワンオペ育児で奔走した“倍速”半生
- 2020/11/30 Forbes JAPAN 掲載 /  2020 Finalist Interview アントレプレナーたちの熱源 #09
- 2021/08/23 講師出演 / IKKOさんが聞く「M&Aって何！？」 ｜ オンラインセミナー
- 2021/09/10 PRESIDENT Online掲載 / 出前館前社長が本気の会議で｢アイデア出し｣を禁じる理由 ※プレジデント 2021年10月1日号掲載の内容
- 2021/09/30 Yahoo!ニュース掲載 / 出前館の成長を支えた女性社長の「給料月10万円で奮闘した3年間」 ※『THE21』2021年9月号の掲載内容より一部抜粋・編集したもの[35]
- 2022/03 THE21 2022年3月号 90p掲載 Special Interview ビジョンは容易に変えないが、戦術は「朝令暮改」でいい[36]